# Veintiuno de Marzo, Zacatecas
Veintiuno de Marzo är en ort i Mexiko.   Den ligger i kommunen Mazapil och delstaten Zacatecas, i den centrala delen av landet, 700 km nordväst om huvudstaden Mexico City. Veintiuno de Marzo ligger 1 575 meter över havet och antalet invånare är 114.
Terrängen runt Veintiuno de Marzo är huvudsakligen kuperad, men åt sydväst är den platt.  Trakten runt Veintiuno de Marzo är nära nog obefolkad, med mindre än två invånare per kvadratkilometer. Närmaste större samhälle är El Rodeo, 13,2 km öster om Veintiuno de Marzo. Omgivningarna runt Veintiuno de Marzo är i huvudsak ett öppet busklandskap.